# Атлантис-Пак
Атлантис-Пак — российская компания, одна из крупнейших на российском рынке упаковки для мясных продуктов и сыров, входит в первую тройку предприятий мира по производству пластиковой колбасной оболочки. По объёмам производства в своём сегменте рынка занимает первое место в России и Восточной Европе.
Головной офис и производство компании расположены в Ростовской области, в 25 км от Ростова-на-Дону. Территория предприятия составляет 25 гектаров. Численность его сотрудников — более 2500 человек. В собственности компании, помимо производственных корпусов и офиса, также собственный автопарк.
В Москве, Екатеринбурге, Новосибирске, Санкт-Петербурге функционируют филиалы предприятия, создана дилерская сеть в других странах..
Компания сотрудничает с 2500 предприятиями в 90 странах мира.
Направления деятельности компании:
- производство упаковки для мясной и молочной промышленности: плёнок, оболочек, пакетов;
- производство этикеточной продукции.

Генеральный директор компании (с 2012 года) — Игорь Переплётчиков.

## История компании
Компания «Атлантис-Пак» была основана в 1993 году, когда мясокомбинаты в России ещё производили колбасу с использованием в качестве оболочки целлюлозной плёнки — с минимальным сроком хранения готового продукта.
Предприятие запустило новое для страны производство пластиковой оболочки для колбасы. Спустя четыре года специалисты компании разработали оболочку для сосисок, которая стала первой в мире полиамидной сосисочной оболочкой.
В 1999 году компанией запущено производство этикеточной продукции.
В 2000—2001 годах разработана и запущена в производство первая в мире линия проницаемых пластиковых оболочек для производства полукопчёных, варёно-копчёных и варёных колбас; сосисочных изделий с копчением. Достоинством проницаемой пластиковой оболочки является возможность копчения изделий прямо в ней; при этом фарш пропитывается запахом дыма. В эти же годы компания наладила производство термоусадочных вакуумных пакетов для упаковки деликатесных мясных продуктов и сыров.
В 2005 году предприятие налаживает производство пряностей и ингредиентов. В 2009 году «Атлантис-Пак» выходит на второе место в России по продажам текстурата.
В 2011 году на рынок выведена первая пластиковая легкосъемная сосисочная оболочка АйПил (iPeel). Оболочка используется для придания формы сосискам, после чего удаляется. Сосиски без оболочки при этом подлежат вакуумной упаковке.
В 2020 году стало известно, что завод «Атлантис-Пак» планирует построить на месте Ростовского завода гражданской авиации № 412 новую производственную линию.
В апреле 2022 года стало известно, что ООО «Производственно-коммерческая фирма «Атлантис-Пак» стало обладателем двух патентов — на гофрированную влагобарьерную оболочку и на формуемую барьерную пленку, а также способы их получения.